# Dominique Biancolelli

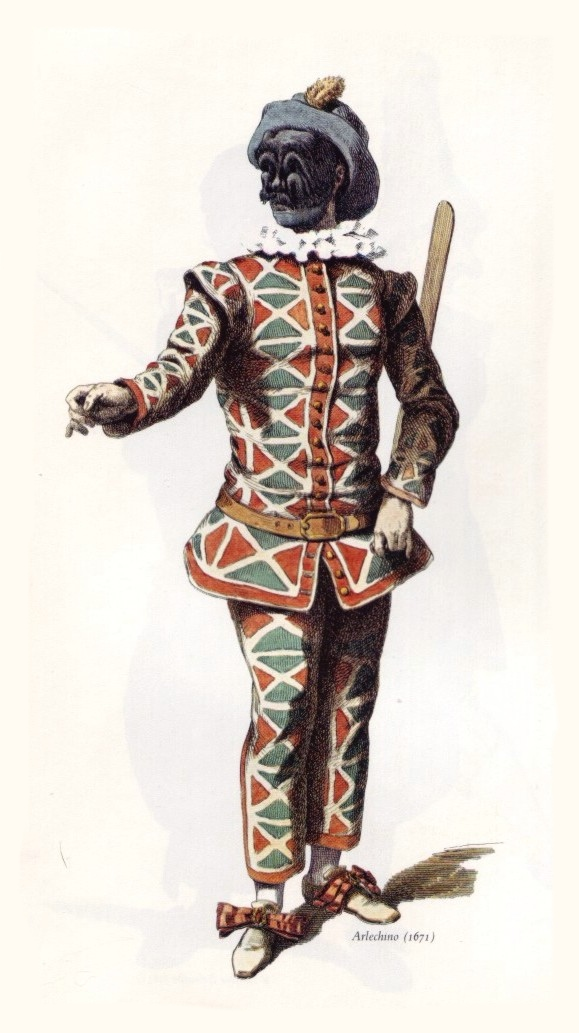
SAND Maurice, Masques et bouffons 01 (Comedie Italienne), Paris, Michel Levy Freres, 1860

Domenico Giuseppe Biancolelli, detto Dominique (Bologna, 30 agosto 1636 – Parigi, 2 agosto 1688), è stato un attore teatrale italiano che recitava come Arlecchino.

## Biografia
Nato a Bologna da Francesco Biancolelli e da Isabella Franchini, in arte Colombina, fu iniziato al ruolo di secondo Zanni dal padrino Carlo Cantù (in arte Buffetto). Recitò dal 1662 con la troupe della Comédie-Italienne a Parigi, installata nel teatro del Palais-Royal e poi all'Hôtel de Bourgogne. Fu l'Arlecchino più famoso di questa compagnia, ammirato per i suoi lazzi che erano spesso acrobatici.
Nel 1663, sposò Orsola Cortesi. Domenico Giuseppe Biancolelli, insieme a sua moglie, fu naturalizzato francese nel 1680. Diventato capocomico, francesizzò la Comédie-Italienne. Fino alla sua morte, avvenuta nel 1688, resterà il comico favorito di Luigi XIV. Il ruolo di Arlecchino passò a Evaristo Gherardi.
Dell'opera di Biancolelli ci sono rimasti uno zibaldone che contiene ben 79 canovacci delle sue commedie, anche se in realtà ne compose in tutto 163.
Al Museo teatrale alla Scala, «uno fra i più ricchi e importanti del genere», tra le opere che fanno parte delle sue cospicue raccolte troviamo il Ritratto  dell'attor comico Giuseppe Biancolelli detto Dominique.
Anche i suoi figli Caterina Biancolelli, Francesca Maria Apolline Biancolelli e Pierre François Biancolelli si distinsero come attori. Quest'ultimo in particolare ha rinnovato il personaggio di Arlecchino, così ha scritto Gianni Celati parlando della «riforma di Pierre-François Biancolelli, figlio di Domenico, detto Dominique» e citando Emile Picot a proposito di Arlecchino, moralmente trasformato: «dal goloso e sciocco che era ne ha fatto un padrone furbo, impudente e cinico (...)».